# علی باکویی
علی (منصور) باکویی کَتْریمی (۲۷ دی ۱۳۵۳ – ۲۳ خرداد ۱۴۰۴) دانشمند هسته‌ای ایرانی بود که در برنامه هسته‌ای ایران فعالیت داشت. باکویی یک چهره دانشگاهی بود که به خاطر مشارکت‌هایش در زمینه فیزیک هسته‌ای، علم مواد و توسعه ابرخازن‌ها، شهرت داشت. او به عنوان استادیار نیز در دانشگاه تدریس می‌کرد و در طول دوران حرفه‌ای خود سِمَت‌های علمی و دانشگاهی مختلفی را بر عهده داشت.
علی باکویی، به همراه همسر و دو فرزندش، در حمله هوایی اسرائیل به خانه‌اش در منطقه نارمک تهران، در بامداد جمعه ۲۳ خرداد ۱۴۰۴، اولین روز جنگ ایران و اسرائیل، ترور شد.
حمله نظامی اسرائیل به ایران در خرداد ۱۴۰۴ یا جنگ ایران و اسرائیل، با اولین حمله هوایی از طرف اسرائیل آغاز شد. هدف این حمله هوایی اسرائیل، یک منطقه مسکونی در نارمک، محله‌ای در تهران، پایتخت ایران، بود. هدف قرار دادن خانه علی باکوئی کتریمی، دانشمند هسته‌ای ایرانی، اولین اقدام اسرائیل برای آغاز جنگ ایران و اسرائیل در روز ۲۳ خرداد ۱۴۰۴ (۱۳ ژوئن ۲۰۲۵) بود. این حمله هوایی اولیه، باعث کشته شدن دانشمند هسته‌ای، علی باکویی، و تمام افراد خانواده‌اش شد.

## زندگی
علی باکویی در ۲۷ دی ۱۳۵۳ در روستای کتریم متولد شد. علی باکویی در روستای کتریم، واقع در بخش دودانگه شهرستان ساریِ ایران بزرگ شد.
از سنین کودکی، به خاطر استعداد استثنایی و شخصیت اخلاقی قوی‌اش، مورد توجه معلمان و همسالانش قرار گرفت. در حالی که بسیاری از هم‌دوره‌هایش، اوقات فراغت خودشان را صرف تفریح می‌کردند، او وقت خود را صرف مطالعه کتاب‌های علمی و آموزشی می‌کرد.
پدرش، کشاورزی سخت‌کوش، او را پسری خوش‌رفتار و مفید توصیف می‌کرد که در کار کشاورزی نیز به او کمک می‌کرد.
باکویی علاوه بر فعالیت‌های علمی، در رشته ورزشی بوکس نیز فعالیت داشت. او به عنوان مربی و داور در حوزه استان تهران فعالیت می‌کرد. با این حال، دستاوردهای علمی باکویی برای بسیاری از همرده‌هایش در این ورزش، تا زمان مرگش، تا حد زیادی ناشناخته باقی مانده بود.
علی باکویی تحصیلات ابتدایی و متوسطه‌اش را در مدرسه‌ای در زادگاهش به پایان رساند، سپس برای ادامه تحصیل به شهر ساری رفت. دوره دبیرستان را، در مدرسه‌ای در شهر ساری به پایان رساند و خود را برای شرکت در آزمون سراسری ورود به دانشگاه‌های ایران آماده کرد.

## تحصیلات
باکویی در کنکور سراسری دانشگاه‌های ایران شرکت کرد و در رشته مهندسی مکانیک در دانشگاه صنعتی مالک اشتر، شعبه اصفهان، پذیرفته شد. همزمان، بورسیه تحصیلی وزارت دفاع و پشتیبانی نیروهای مسلح ایران را دریافت کرد. پس از اتمام تحصیلات کارشناسی، در مقطع کارشناسی ارشد همان دانشگاه پذیرفته شد و مدرک کارشناسی ارشد خود را در همان رشته دریافت کرد. پس از اخذ مدرک کارشناسی ارشد مهندسی مکانیک، مدرک دکترای خود را نیز در همان رشته از همان دانشگاه اخذ کرد. باکویی بعدها، دکترای دیگری در رشته فیزیک هسته‌ای از دانشگاه تهران دریافت کرد.
سوابق تحصیلی علی باکویی به شرح ذیل بوده است:
- کارشناسی در رشته مهندسی مکانیک از دانشگاه صنعتی مالک اشتر، واحد اصفهان
- دریافت بورسیه تحصیلی از وزارت دفاع و پشتیبانی نیروهای مسلح ایران
- مدرک کارشناسی ارشد مهندسی مکانیک از دانشگاه صنعتی مالک اشتر
- دکترای مهندسی مکانیک از دانشگاه صنعتی مالک اشتر
- دکترای فیزیک هسته‌ای از دانشگاه تهران

## فعالیت‌ها
باکویی در علوم مختلف، از جمله مکانیک، متخصص بود و دکترای فیزیک هسته‌ای داشت. علاوه بر این، او هرگز ورزش را کنار نمی‌گذاشت. بوکس ورزش مورد علاقه او بود و در این رشته ورزشی مربیگری درجه سه داشت. او در حال آماده شدن برای اخذ گواهینامه مربیگری درجه دو بوکس بود.
علی باکوئی کتریمی از سنین پایین به خاطر استعدادهایش، مورد توجه اطرافیان و معلمان خود بود. او بیشتر وقت خود را به مطالعه کتابهای علمی و آموزشی اختصاص می‌داد. اگرچه در مورد رشته تحصیلی اصلی او، به‌طور مفصل مستنداتی ارایه نشده است، اما همسالانش او را دارای جایگاه علمی قابل توجهی می‌دانستند. در جوانی، او در روستای زادگاهش کتریم، کمک حال خانواده‌اش بود و در کار کشاورزی به پدرش کمک می‌کرد.
باکوئی کتریمی علاوه بر فعالیت‌های علمی، به‌طور منظم در ورزش بوکس نیز فعالیت داشت. او به عنوان مربی و داور بوکس در استان تهران خدمات ارایه می‌کرد و سهم قابل توجهی در توسعه این ورزش در سطح منطقه‌ای داشت. با این حال، دستاوردهای علمی او تا زمان مرگش تا حد زیادی برای همکارانش در جامعه بوکس، ناشناخته مانده بود.

## ازدواج و فرزندان

یاسمین باکویی، دختر علی باکویی دانشمند هسته‌ای ایرانی، که به همراه پدرش توسط اسرائیل ترور شد. او ۲۳ سال داشت و دانشجوی کارشناسی ارشد دانشگاه صنعتی شریف بود.

علی باکویی کتریمی سال‌ها پیش با دختر دایی‌اش، مونا باکویی کتریمی ازدواج کرده و صاحب دو فرزند شده بود. فرزند اول آنها دختری ۲۳ ساله به نام یاسمین باکویی کتریمی بود که در مقطع کارشناسی ارشد رشته مهندسی کامپیوتر (گرایش معماری) در دانشگاه صنعتی شریف تحصیل می‌کرد. فرزند دوم آنها پسری ۱۷ ساله به نام آرمین باکویی کتریمی بود که در سال دوم دبیرستان مشغول به تحصیل بود.

## مرگ

آرمین باکویی، پسر علی باکویی دانشمند هسته‌ای ایرانی، که به همراه پدرش توسط اسرائیل ترور شد. او ۱۷ سال داشت و دانش‌آموز سال دوم دبیرستان بود.

باکویی که به تازگی بازنشست شده بود، چند ماهی به عنوان استاد مکانیک در دانشگاه مشغول به تدریس بود. باکویی در حمله ۲۳ خرداد ۱۴۰۴ (۱۳ ژوئن ۲۰۲۵) رژیم صهیونیستی به ایران و اصابت موشک به آپارتمان مسکونی ۱۰ واحدی محل سکونتش، همراه با کل خانواده‌اش ترور شد. تمام اعضای خانواده باکویی (همسرش مونا باکویی، دختر ۲۳ ساله‌اش یاسمین باکویی و پسر ۱۷ ساله‌اش آرمین باکویی) در این حادثه کشته شدند، اما هیچ اثری از جسد دختر خانواده، یاسمین باکویی -دانشجوی کارشناسی ارشد ۲۳ ساله دانشگاه صنعتی شریف- در ساعات اولیه حادثه پیدا نشد. در نهایت، هویت کشته‌شدگان با آزمایش ژنتیک مشخص شد.
پیکرهای علی باکویی و همسر و فرزندانش همگی در ساری، به خاک سپرده شدند. بسیاری از ایرانیان در مراسم تشییع جنازه علی باکویی، همسر و فرزندانش، شرکت کردند.
این حمله یکی از سلسله اقدامات خصمانه‌ای بود که زیرساخت‌های علمی کشور ایران و دانشمندان ایرانی را مورد هدف قرار می‌داد.
باکویی در یک ساختمان مسکونی پنج طبقه با ده واحد زندگی می‌کرد. حمله هوایی اسرائیل، طبقات چهارم و پنجم را به‌طور کامل ویران کرد و ساکنان آن -مردم عادی- را در آن طبقات کشت. انفجار به قدری قدرتمند بود که سوراخی به جای طبقات ایجاد شده بود و هیچ اثری از طبقات چهارم و پنجم باقی نمانده بود. این ساختمان مسکونی بود و ساکنان آن مردم عادی بودند. به هیچ سازمانی وابسته نبود و متعلق به افراد حقیقی بود.